# Уистън Хю Одън
Уистън Хю Одън (на английски: Wystan Hugh Auden, произнася се /ˈwɪstən ˈhjuː ˈɔːdən/, 21 февруари 1907 – 29 септември 1973), подписващ творбите си просто с У. Х. Одън е англо-американски поет, роден в Англия и имигрирал впоследствие в Съединените щати, считан от мнозина за един от най-великите поети на XX век.
Поезията на Одън е забележителна със своите стилистични постижения, своето отношение към моралните ценности и политическите въпроси, както и с разнообразието си от емоции, форми и тематики. Централните теми на творбите му са любовта, политиката и гражданските права, религията и моралът, както и отношението между човеците и анонимния, безпристрастен свят на природата.

## Биография
Одън израства в Бирмингам в семейство от средните слоеве на обществото. Следва английска литература в колежа Крайст Чърч, Оксфорд. Ранните му стихотворения, написани в края на 20-те и началото на 30-те години на XX век и вариращи между модерните и свободните традиционни стилове, звучат напрегнато, емоционално и драматично. Това им качество определя още от рано неговата репутация на политически поет и пророк с леви възгледи. Одън скоро се уморява от тази си позиция в края на 30-те и напълно я изоставя, след като се премества в Съединените щати през 1939 г. Става американски гражданин през 1946 г. Неговите стихотворения от 40-те изследват религиозни и етнически тематики в по-слабо драматичен изказ от ранните му творби, ала все пак вплитат в себе си традиционни форми и стилове и нови такива, създадени от самия Одън. През 50-те и 60-те повечето от стихотворения му се концентират върху начините, по които определени думи разкриват или прикриват емоции. Той дори показва интерес към писането на либрето за опери – форма, идеална за директно изразяване на чувства.
Одън също е и плодовит автор на есета и критика върху литературни, политически, психологически и религиозни теми. Неколкократно работи върху документални филми, поетични пиеси и други представления. През цялата си кариера поетът е едновременно полемичен и влиятелен. След смъртта му на 29 септември 1973 във Виена по време на ваканция някои от поемите му и най-вече „Погребален блус“ („Спрете всички часовници“ – Stop all the clocks) и „1 септември 1939“ стават широко известни чрез филми, предавания и популярните медии.

### На български език
- „Скиталецът“ (2020, изд „Фама“) (превод и подбор: Ангелина Василева)[2]